# Colombe St-Pierre
Colombe St-Pierre, née le 26 octobre 1977 à Rimouski (Le Bic), dans le Bas-Saint-Laurent, au Québec, Canada, est chef et copropriétaire du restaurant Chez Saint-Pierre, avec Alexandre Vincenot[Quand ?]. 

## Biographie
À 19 ans, Colombe St-Pierre est devenue chef au Pinot noir, un bar à vins à Montréal. En 2003, elle ouvre le restaurant Chez Saint-Pierre au Bic, puis en 2020, la Cantine côtière. La pandémie de Covid-19 est l'occasion de lancer ce projet de cantine. Puisque la réouverture du restaurant n'est pas réaliste (rentable) compte tenu des restrictions sanitaires, elle adapte ses idées et continue de faire affaire avec les fournisseurs locaux pour la cantine. « On a servi beaucoup de poisson, des fruits de mer, des légumes, du canard… On a encouragé des circuits courts qui sont tellement fragiles », dit-elle.
En 2018, au premier gala des Lauriers de la gastronomie québécoise, Colombe St-Pierre est élue « Chef de l’année ».
En 2022, elle devient mentor de la 11e saison de l’émission Les Chefs!. Elle remplace Daniel Vézina qui occupait le poste les 10 années précédentes. 
L'enjeu qui lui tient à cœur est celui de l'autonomie alimentaire. Elle fait partie du collectif La Table ronde, qui regroupe 35 chefs du Québec. Cette table ronde s'attaque aux problèmes d’accès aux produits locaux, de rentabilité et de pénurie de main-d’œuvre. Ils réussissent à obtenir du gouvernement du Québec un soutien financier de près de 1 million de dollars.
Le réalisateur Guillaume Sylvestre lui a consacré un film documentaire, Colombe sauvage, en 2019.

## Prix et récompenses
- 2018: Chef de l'année, gala des Lauriers de la gastronomie québécoise[1]
- 2019 : Médaille d'honneur de l'Assemblée nationale du Québec, 2019[4]